# União das Freguesias de Faro (Sé e São Pedro)
União das Freguesias de Faro (Sé e São Pedro) (kürzer União das Freguesias de Faro, auch Faro (Sé e São Pedro) und Freguesias de Faro) ist eine Gemeinde (Freguesia) im Kreis (Concelho) von Faro im Süden Portugals.
Die Gemeinde stellt die Innenstadtgemeinde mit der historischen Altstadt von Faro dar.
In der Gemeinde leben 44.119 Einwohner auf einer Fläche von 74,75 km² (Stand nach Zahlen von 2011).
Die Gemeinde entstand im Zuge der Gebietsreform in Portugal am 29. September 2013 durch Zusammenlegung der Gemeinden Sé (Faro) und São Pedro. Sé wurde Sitz der Gemeinde, die ehemalige Gemeindeverwaltung von São Pedro blieb als Außenstelle und Bürgerbüro weiter bestehen.